# 1985 RL4
1985 RL4 är en asteroid i huvudbältet som upptäcktes den 11 september 1985 av den belgiske astronomen Henri Debehogne vid La Silla-observatoriet.
Asteroiden har en diameter på ungefär 3 kilometer.